# Leptataspis horsfieldi
Leptataspis horsfieldi är en insektsart som först beskrevs av William Lucas Distant 1900.  Leptataspis horsfieldi ingår i släktet Leptataspis och familjen spottstritar. Inga underarter finns listade i Catalogue of Life.